# Kreisring

Kreisring mit Bezeichnungen

Als Kreisring bezeichnet man die Fläche zwischen zwei konzentrischen Kreisen, d. h. zwischen zwei Kreisen mit gemeinsamem Mittelpunkt. Sein Flächeninhalt beträgt
{\displaystyle A=\pi \cdot (R^{2}-r^{2})={\frac {\pi }{4}}\cdot (D^{2}-d^{2})},
wobei {\displaystyle \pi } die Kreiszahl ist und {\displaystyle R} und {\displaystyle r} die Radien sowie {\displaystyle D=2R} und {\displaystyle d=2r} die Durchmesser des Außen- bzw. des Innenkreises bedeuten.
Der Flächeninhalt kann auch aus Innendurchmesser {\displaystyle d} bzw. Außendurchmesser {\displaystyle D} und Ringbreite {\displaystyle b} errechnet werden:
{\displaystyle A=\pi \cdot (D-b)\cdot b=\pi \cdot (d+b)\cdot b}
Diese Angaben finden sich z. B. bei Rohrquerschnitten; dabei ist {\displaystyle b} die Wanddicke.
Ferner lässt sich mit der Kreisringbreite {\displaystyle b} und mit dem mittleren Kreisringdurchmesser {\displaystyle d_{m}=(D+d)/2} der Flächeninhalt {\displaystyle A} berechnen nach
{\displaystyle A=\pi \cdot d_{m}\cdot b}.

## Besondere Eigenschaften

Abbildung 1

In Abbildung 1 ist die Strecke zwischen dem Berührungspunkt der Tangente des Innenkreises und dem Schnittpunkt mit dem Aussenkreis bei beiden Kreisringen gleich groß. Der Mathematiker Mamikon Mnatsakanian zeigte durch geometrische Transformation, dass in diesem Fall auch die Flächen der Kreisringe gleich groß sind. Die tangential am Innenkreis anliegende Strecke wird schrittweise um den Mittelpunkt des Kreises rotiert. Die dabei gebildeten Segmente können nach innen verschoben werden, bis sie sich im Mittelpunkt treffen. Je schmaler die Segmente gewählt werden, desto glatter wird der Rand der durch das Zusammenschieben gebildeten Kreisfläche.
Abbildung 2 zeigt einen Kreis mit dem Radius {\displaystyle r=5} und vier weitere konzentrische Kreise mit den ganzzahligen Radien {\displaystyle 1,2,3} und {\displaystyle 4}.
Abbildung 4

Dann sind der äußere graue Kreisring mit der Breite {\displaystyle b=1} und der graue Kreis mit dem Radius {\displaystyle 3} flächengleich, obwohl der graue Kreis größer erscheint.
Dieses Phänomen wird auch als Bullaugen-Illusion bezeichnet.
Die Flächengleichheit ergibt sich unter Verwendung des pythagoreischen Tripels {\displaystyle (3,\ 4,\ 5)} aus  {\displaystyle \pi \cdot 5^{2}-\pi \cdot 4^{2}=\pi \cdot 3^{2}}.
- In Abbildung 3 ist der rote Kreis flächengleich zu dem blauen Kreisring.[4]
- Aus den Eigenschaften zu den Abbildungen 2 und 3 lässt sich unmittelbar folgendes Beispiel ableiten (Abbildung 4):

Beim Abwickeln eines Bandes von Spule A (links) auf Spule B (rechts) ist in jedem Stadium des Abwickelns die Summe der Maßzahlen der beiden braunen Kreisflächen gleich der Flächenmaßzahl der vollen Spule (abgesehen von dem dazwischen liegenden Teil des Bandes).
- Abbildung 2
- Abbildung 3
- Abbildung 4

## Anwendungen
Der für hydraulische Anwendungen wirksame hydraulische Durchmesser {\displaystyle d_{H}} bei einem Kreisring beträgt
{\displaystyle d_{H}={\frac {D^{2}-d^{2}}{D+d}}=D-d}.
Soll z. B. für Bremsscheiben ein Reibmoment {\displaystyle M_{t}} mit der Axialkraft {\displaystyle F_{ax}} und dem Reibwert {\displaystyle \mu } nach
{\displaystyle M_{t}=\mu \cdot F_{ax}\cdot r_{\mu }}
bestimmt werden, berechnet sich der reibungsrelevante Radius {\displaystyle r_{\mu }} bzw. Durchmesser {\displaystyle d_{\mu }} nach
{\displaystyle r_{\mu }={\frac {2\cdot (R^{3}-r^{3})}{3\cdot (R^{2}-r^{2})}}} bzw. {\displaystyle d_{\mu }={\dfrac {2\cdot (D^{3}-d^{3})}{3\cdot (D^{2}-d^{2})}}}.